# Чорнозубівка (Волгоградська область)
Чорнозубівка (рос. Чернозубовка) — село в Іловлінському районі Волгоградської області Російської Федерації.
Населення становить 289 осіб. Входить до складу муніципального утворення Кондрашовське сільське поселення.

## Історія
Село розташоване у межах українського історичного та культурного регіону Жовтий Клин.
Від 1965 року належить до Іловлінського району.

## Населення
| 2010 |
| ---- |
| 289  |